# لو وی
لو وی (۱۲ دسامبر ۱۹۱۸ – ۲۰ ژانویه ۱۹۹۶) از کارگردانان کشور چین بود.
عمده شهرت وی به خاطر ساخت فیلم‌های رزمی رئیس بزرگ و ضربه نهایی (ارتباط چینی در آمریکا و خشم اژدها در ایران) با درخشش بروس لی می‌باشد. بعد از مرگ لی، او با ستارگان دیگری همچون جکی چان همکاری کرد.

## بخشی از فیلم‌شناسی
1. دو برادر (۱۹۷۰)
2. شمشیر بی‌رحم (۱۹۷۱)
3. رئیس بزرگ (۱۹۷۱)- تحت عنوان مشت‌های خشم نیز شناخته می‌شود- همکاری با بروس لی
4. ضربه نهایی (۱۹۷۲)- در آمریکا تحت عنوان ارتباط چینی شناخته می‌شود. همچنین این فیلم محبوب، در ایران به خشم اژدها معروف است- همکاری با بروس لی و نورا میائو
5. میخانه کثیف یا میخانه سیاه (۱۹۷۲)
6. دختر کونگ فو (۱۹۷۳)
7. آنجا که خورشید نمی‌تابد (۱۹۷۴)
8. شیطان، شیطان (۱۹۷۴)
9. مرد چوبی شائولین (۱۹۷۶)
10. خشم اژدهای جدید (۱۹۷۶)- همکاری با جکی چان
11. شهاب‌های قاتل (۱۹۷۶)
12. مار و کلنگ هنر شائولین (۱۹۷۷)- این فیلم در ایران با نام اژدها می‌آید نمایش داده شد. همکاری با جکی چان و نورا میائو
13. مشت اژدها (۱۹۷۹)